# 平正範
平 正範（たいら の まさのり）は、平安時代前期の貴族。桓武平氏、大納言・平高棟の次男。官位は従四位上・左近衛中将。

## 経歴
清和朝前半に左近衛将監を務め、在職中の貞観9年（867年）に従五位下に叙爵すると、翌貞観10年（868年）近江権介に任ぜられる。
のち、従五位上・右近衛少将兼播磨権介に叙任され、陽成朝の元慶3年（879年）正五位下に叙せられる。元慶7年（883年）渤海客使を郊労するために山城国宇治郡山階野に派遣されている。
元慶8年（884年）光孝天皇が即位すると、従四位下・蔵人頭に叙任される。しかし、翌元慶9年（885年）阿波権守に任ぜられて右近衛少将を解かれるが、翌仁和2年（886年）には右近衛中将を兼ねた。
宇多朝にて従四位上・左近衛中将に至ったともされる。

## 官歴
注記のないものは『日本三代実録』による。
- 時期不詳：正六位上。左近衛将監
- 貞観9年（867年） 正月7日：従五位下
- 貞観10年（868年） 正月16日：近江権介
- 時期不詳：従五位上。播磨権介
- 貞観16年（874年） 2月29日：右近衛少将[2]
- 元慶3年（879年） 11月25日：正五位下
- 元慶8年（884年） 2月23日：従四位下。6月：蔵人頭[3]
- 元慶9年（885年） 正月16日：阿波権守、止右近衛少将[2]
- 仁和2年（886年） 正月16日：讃岐権守。2月21日：木工頭、讃岐権守如故。6月19日：右近衛中将
- 仁和3年（887年） 8月26日：辞蔵人頭（光孝天皇崩御）[2]
- 寛平2年（890年） 正月28日：罷右近衛中将?[2]
- 時期不詳：従四位上。左近衛中将[4]